# Бріостатин
Бріостатин — лактон із групи макролідів, виділений у 60-х роках з організму Bugula neritina, що належить до типу мохуватки. Проявляє високу біологічну активність, у клітині мішенню цієї речовини є фермент протеїнкіназа-С, яка бере участь у багатьох процесах життєдіяльності, зокрема забезпечує сигнальну трансдукцію. У організмі людини бріостатин виявляє протипухлинну активність, зокрема при лікуванні лейкемії, також може бути ефективний при лікуванні хвороби Альцгеймера, оскільки потрапляючи до клітин головного мозку має здатність значно покращувати пам'ять. Зараз активно вивчаються різні види взаємодії бріостатину, протеїнкінази та клітинної мембрани, до якої приєднується комплекс фермент-ліганд. Дослідження проводяться у напрямку покращення лікувальних властивостей бріостатину.